# Curcuma pygmaea
Curcuma pygmaea là một loài thực vật có hoa trong họ Gừng. Loài này được Jana Leong‐Škorničková và Otakar Šída mô tả khoa học đầu tiên năm 2013. Mẫu định danh Tran et al. 239 thu thập ngày 17 tháng 7 năm 2010 ở cao độ 308 m tại xã Ea H'Leo, huyện Ea H'Leo, tỉnh Đắk Lắk, Việt Nam.

## Từ nguyên
Tính từ định danh pygmaea có nguồn gốc từ tiếng Hy Lạp pygmaios nghĩa là lùn.

## Phân bố
Loài này có tại tỉnh Đắk Lắk, Việt Nam. C. pygmaea sinh sống trong các rừng khộp (Dipterocarpaceae) ở cao độ ~308m, hoa xuất hiện từ trung tâm của chồi lá vào khoảng tháng 7. Rừng khộp này đã bị chặt phá hoàn toàn kể từ khi loài này được thu thập vào năm 2010 để chuyển đổi thành rừng trồng keo (Acacia) cho công nghiệp giấy và bột giấy.

## Mô tả
Tương tự như C. thorelii trong phân chi Hitcheniopsis của chi Curcuma, nhưng nhỏ hơn, chỉ cao tới 20 cm (so với cao tới 50 cm), cụm hoa với 6-13 lá bắc màu xanh lục giảm dần kích thước về phía đỉnh, không mào (so với 15-40 lá bắc và các lá bắc mào màu trắng tỏa rộng).
Cây thảo thân rễ cao đến 20 cm. Thân rễ phân nhánh thưa, thân rễ chính hình trứng, 1,5–2 × ~1,5 cm, vỏ màu nâu nhạt, ruột màu trắng kem, củ rễ hình trứng, 3 × 1,5 cm, vỏ màu nâu nhạt, ruột màu trắng. Thân giả dài 6–10 cm, bao gồm 1–3 bẹ không phiến lá nhẵn nhụi, không phiến lá và 3–6 bẹ lá, bẹ trong cùng dài bằng thân giả, màu xanh lục trắng với ánh hồng về phía gốc, các bẹ ngoài giảm dần về chiều dài, màu xanh lục ánh trắng đến màu trắng với ánh hồng; lưỡi bẹ dài 2 mm, 2 thùy, như thủy tinh, nhẵn nhụi ngoại trừ một ít lông hình cuống dài ~0,2 mm ở mép trên. Chồi lá với 2–5 lá lúc ra hoa, cuối cùng là 6 lá; cuống lá dài 3–7 cm (trừ những lá đầu tiên có thể gần như không cuống), màu xanh lục, nhẵn nhụi; phiến lá hình elip đến hình trứng hẹp, ~5,5–15 × 1,5–5 cm, nhẵn nhụi, mặt xa trục màu xanh lục sẫm trơn hoặc với một vệt màu đỏ chạy dọc theo gân giữa (điều này thay đổi trong phạm vi của quần thể), mặt gần trục màu xanh lục nhạt, mép như thủy tinh, rộng khoảng 0,1 mm, nhẵn nhụi, đỉnh nhọn thon, đáy lệch. Cụm hoa trung tâm. Cuống cụm hoa dài 5–10 cm, ẩn giữa các bẹ lá. Cành hoa bông thóc 4–5 × ~2–3 cm, không mào. Lá bắc 6–13 mỗi cụm hoa, các lá bắc phía dưới ~2,2 × 2,6 cm, màu xanh lục, nhẵn nhụi, hợp sinh khoảng 2/3 chiều dài phía dưới, uốn ngược mạnh ở đỉnh, ngoại trừ 1–2 lá bắc trên cùng (nhỏ hơn, ~1,5 × 1,2 cm) thì tất cả đều là sinh sản. Xim hoa bọ cạp xoắn ốc với 6 hoa ở gốc cụm hoa, số lượng giảm dần về phía trên. Lá bắc con nhỏ, 1 mỗi hoa, hình tam giác, 5–7 × 3–4 mm ở gốc, như thủy tinh, màu trắng trong mờ. Hoa dài ~3 cm, hơi thò ra từ lá bắc. Đài hoa dài 6–7 mm, 3 răng, chẻ một bên từ đỉnh ~2–3 mm, màu trắng, nhẵn nhụi. Ống hoa dài ~1,8 cm, hình trụ hẹp và hình phễu về phía đỉnh, mặt ngoài màu trắng, nhẵn nhụi, mặt trong màu trắng, có lông ở phần đỉnh; thùy tràng lưng hình trứng-hình tam giác, dài 6 mm và 4 mm ở gốc, lõm, nhẵn nhụi, màu trắng, đỉnh hơi có mấu nhọn, với mấu nhọn dài 0,3 mm, nhẵn nhụi; các thùy tràng bên 5,5 × 3 mm, hình tam giác-hình trứng, đỉnh thuôn tròn, hơi lõm, nhẵn nhụi, màu trắng. Nhị lép bên hình trứng-hình thoi với đáy bất đối xứng, 6–7 × 4–5 mm, màu trắng chuyển thành tím nhạt về phía đỉnh. Cánh môi ~8 × 5 mm, hình thìa, cắt cụt ở đỉnh, 2 thùy, đỉnh chẻ ~3 mm, 2/3 phần gốc cánh môi màu tím với các vệt màu trắng và tím sẫm ở trung tâm, đỉnh màu tím nhạt. Bao phấn không cựa, 2,75 × 1,5 mm, màu tím nhạt, với các lông tuyến ở hai mặt của mô liên kết, mô vỏ bao phấn dài 1,5 mm, màu trắng kem, nứt dọc theo toàn bộ chiều dài; chỉ nhị dài 1–1,5 mm, màu trắng ánh tím, rộng ~2 mm ở gốc, ~1 mm ở đỉnh, nhẵn nhụi. Mào bao phấn 1,5 × ~1 mm, màu tím, nhẵn nhụi. Đầu nhụy màu trắng, hình phễu không đều, lỗ nhỏ nhẵn nhụi. Không tuyến trên bầu. Bầu nhụy hình trứng, 2,5 × 1,5 mm, 3 thùy, màu trắng kem, nhẵn nhụi. Không thấy quả và hạt. Trong gieo trồng, C. pygmaea có thể to lớn hơn về mặt sinh dưỡng, với các phiến lá có kích thước đến 25 × 9 cm và cụm hoa tới 16 lá bắc, nhưng kích thước của các bộ phận hoa không thay đổi. 2n = 24.